# Nalut
Nalut (AFI: /naˈlut/; in berbero Nalut e Lalut; in arabo نالوت‎?) è una città della Libia, nella regione della Tripolitania, capoluogo dell'omonimo distretto.
Nalut si trova a 600 metri di altitudine sulla propaggine occidentale del Gebel Nefusa, a metà strada fra Tripoli a nord-est e Gadames a sud-ovest.
Come nelle vicine località di Yefren (a est del gebel Nefusa propriamente detto) e Fassato (al centro), anche a Nalut la popolazione è di religione musulmana ibadita e di lingua berbera (nefusi).